# Wanganui Rugby Football Union
Wanganui Rugby Football Union est la fédération de rugby à XV pour la région de Wanganui, une zone urbaine et district de la côte ouest de l'île du Nord de la Nouvelle-Zélande, dans la région de Manawatu-Wanganui.
L'équipe qui représente la fédération affiliée à la fédération néo-zélandaise de rugby à XV (ou New Zealand Rugby Football Union), joue à Wanganui, au Westpac Stadium. Wanganui a remporté le championnat de troisième division en 1989, 1996 et 2003, et la Heartland Championship Meads Cup en 2008.
Wanganui avec les provinces de Wellington, Taranaki, Wairarapa Bush, East Coast, Poverty Bay, Hawke's Bay, Manawatu et Horowhenua-Kapiti, fournit des joueurs à la franchise des Hurricanes de Super 14. 

## Clubs affiliés
Wanganui Rugby Football Union compte 13 clubs: 
- Hunterville
- Keierau
- Marist
- Ngati Maika
- Ratana
- Ruapehu
- Taihape
- Utiku Old Boys
- Waiouru
- Wanganui and Old Boys
- Wanganui Pirates
- Wanganui Tech
- Marton Rugby and Sports Club

## Joueurs emblématiques
Seulement dix-sept joueurs ont eu l'honneur de connaître une cape chez les All Blacks en appartenant à un club affilié à la Wanganui Rugby Football Union. 
- E.A Belliss
- J.A Blair
- G.A.H Bullock-Douglas
- A.J Donald
- K.E Gudsell
- P Henderson
- J Hogan
- P.A Johns
- P McDonnell
- A.L.R McNicol
- H.P Milner
- P.C Murray
- W.M Osborne
- W.P Potaka
- H.C.B Rowley
- P Taituha
- Mona Thomson